# Szinna
Szinna (szlovákul: Snina) város Szlovákiában, az Eperjesi kerület Szinnai járásának székhelye.

## Fekvése
Homonnától 19 km-re északkelet-keletre, Szobránctól 27 km-re északra található. A Ciróka-patak völgyének központja.

## Története
A várost az Árpád-korban alapították a Magyarországból Halicsba menő út mentén. Ezért egykor „Porta Rusica”, azaz orosz kapu névvel is illették. 1343-ban „Zynna” néven említik először, amikor erre a területre ruszin pásztorokat és földműveseket telepítettek. Neve a szláv svina (= disznó) főnévből származik, de a hagyomány azt tartja, hogy a bibliai Sinai hegy nevét viseli.
A 14. századtól 1684-ig a Drugeth család birtoka volt. Ők építették ide az első, fából épített kastélyt, melynek helyére később kőből új épületet emeltek. Drugeth Zsigmond halálával a szinnai uradalom Zichy Klárára, majd Dernáth Terézre szállt, aki 1781-ben kastélyt építtetett ide.
A 18. század végén Vályi András így ír róla: „SZINNA. Tót falu Zemplén Várm. földes Ura Roly Uraság, lakosai katolikusok, és oroszok, fekszik n. kel. Sztakcsinhoz 1, n. ny. Czirokabelához fél órányira; katárja 3 nyomásbéli, majd térséges, és agyagos, majd hegyes, vőlgyes, és követses, gabonát, és zabot középszerűen terem, búzát, árpát, és tengerit tsekéllyebben; erdeje van, vízi malmai nevezetesek, réttye, legelője elég; itt az Uraságnak nagy majorsága van; piatza Homonnán 1 státzióra.”
A grófnő halála után, 1799-ben fia eladta a birtokot a még befejezetlen kastéllyal Rholl József gömöri nagybirtokosnak, akinek utódai 1857-ig birtokolták. Ebben az időszakban, 1809-ben építették a József-völgyben a vaskohót, majd a következő időben a közelében felépült Józsefhámor település is, ahova Rholl József német családokat telepített. Rholl József szívén viselte Szinna és környékének gazdasági fejlődősét, 1841-ben Hámorban vasművet építtetett. Itt öntötték az azóta a város szimbólumává vált Herkules szobrokat. 1839-óta a városban negyedévente hagyományos vásárokat tartanak, ahol kézművesek és kereskedők árulják portékáikat.
Fényes Elek 1851-ben kiadott geográfiai szótárában így ír a városról: „Szinna, tót mv., Zemplén vmegyében, Ujhelyhez 12 mfldnyire, 1750 r., 177 g. kath., 10 evang., 19 zsidó lak. Kathol. paroch. templom. Van itt szép kastély és kert, jeles gazdaság, ménes, számos malom, sok erdő, 2115 hold szántóföld, és 3 fertálynyira több vashámor. F. u. Rholl József. Ut. p. Nagy-Mihály.”
Az 1873-as gazdasági válság hatására a vasmű bezárt, Szinna és környékének gazdasága jelentősen visszaesett. Ennek következtében tömegek vándoroltak ki az Egyesült Államokba és Kanadába.
Borovszky Samu monográfiasorozatának Zemplén vármegyét tárgyaló része szerint: „Szinna, cziróka-völgyi tót kisközség. A szinnai járás és a körjegyzőség, valamint ez idő szerint a homonnai r. k. esperesi kerület székhelye. Van 507 háza és 2750, nagyobbára róm. kath. vallású lakosa. Saját postája és távírója van, vasúti állomása Homonna. Hajdan mezőváros volt s már a XV. század elején mint a Drugethek birtoka, a homonnai uradalomhoz tartozott. 1487-ben szent-bazil-rendű kolostorát is említik. Újabbkori birtokosai a gróf Csákyak, Roll József s ennek fia István voltak. Most Benyovszky Lajosnénak van itt nagyobb birtoka és szép kastélya, melyet udvarnoki Roll István a mult század elején építtetett. A birtok Roll István halála után vejére, gróf Csáky Tivadarra szállott, kitől 1862-ben megvette a flandriai gróf; azután a birtok Ocskay Istvánra, majd nemsokára testvérére, Benyovszky Erzsébetre szállott. A kastély, melyben a mostani tulajdonos veje, gróf Schaumburg-Lippe lakik, nagyúri kényelemmel van berendezve és szép parkban áll, melyhez vadaskert csatlakozik. A parkban a kastély előtti szökőkút fölött 6 vasból öntött Herkules-szobor áll, melyet 1841-ben az idetartozó Józsefvölgyben akkor fennállott vashámorban öntöttek. A falubeli római katholikus templom 1736-ban épült. Újabban a templomot Roskovics Ignácz festőművész freskókkal és új oltárképekkel látta el, melyek szépségükkel s nagy művészi becsükkel hatnak. A községben, mely szolgabírói központ, állami iskola, csendőr- és pénzügyőrségi laktanya, hitelszövetkezet és gőzmalom van. Határában van a Szinnai kő nevű hatalmas szikla, mely a távolból óriási várnak látszik. Ettől félórányira terül el a híres tengerszem, melyet a turisták sűrűn látogatnak.”
Újabb gazdasági fellendülés csak a 20. század elején következett, amikor 1909 és 1912 között megépült a Homonnát Takcsánnyal összekötő vasútvonal. Ez különösen a faipar fejlődését lendítette fel. 1920 előtt Zemplén vármegye Szinnai járásának székhelye volt.
Az első világháború után Szinnát is a csehszlovák államhoz csatolták és mivel ekkor még Kárpátalja is oda tartozott, a város fontos szerepet töltött be a keleti irányú kereskedelemben és forgalomban. 1930-ban téglagyár épült itt. A fejlődést azonban megzavarta a második világháború. 1939-ben a Szinnai járás keleti része visszakerült Magyarországhoz. A várost 1944. november 25-én foglalta el a Vörös Hadsereg. A háború után újjáépültek üzemei. 1950-ben felépült a város legnagyobb ipari üzeme, a Vihorlát gépgyár.

## Népessége
| Év:            | 1994.  | 2004.   | 2014.   | 2024.    |
| -------------- | ------ | ------- | ------- | -------- |
| Emberek száma: | 20 603 | 21 328  | 20 294  | 17 879   |
| Eltérés:       |        | +3,51 % | -4,84 % | -11,90 % |

| Év:            | 2023.  | 2024.   |
| -------------- | ------ | ------- |
| Emberek száma: | 18 101 | 17 879  |
| Eltérés:       |        | -1,22 % |

1910-ben 2946-an lakták, ebből 2420 szlovák, 345 magyar és 120 német anyanyelvű.
2001-ben 21 325 lakosából 18 505 szlovák, 1245 ruszin, 536 ukrán és 396 cigány volt.
2011-ben 20 723 lakosából 16 599 szlovák, 1663 ruszin, 279 ukrán, 101 cigány és 83 cseh volt.

## Neves személyek
- Itt született 1881-ben Isépy Aladár tábornok.
- Itt született 1913-ban Arnošt Rosin az auschwitzi koncentrációs tábor foglya, az auschwitzi jegyzőkönyvek egyik forrása.
- Itt született 1957-ben Milan Chautur szlovák görögkatolikus pap, redemptorista szerzetes, kassai görögkatolikus püspök.
- Itt született 1966-ban Dér Denisa szlovák származású színésznő.
- Itt született 1994-ben Ondrej Duda szlovák válogatott labdarúgó, a Hertha BSC középpályása.
- Innét származott Korompay Emánuel Aladár (1890-1940) magyar, majd lengyel katona, a lengyel hungarológia egyik magyar úttörője, az első magyar–lengyel szótár szerkesztője, a katyńi vérengzés magyar áldozata.
- Itt is alkotott Roskovics Ignác (1854-1915) egyházi és zsánerfestő.

## Nevezetességei
- Kétemeletes kastélyát 1781-ben Dernáth Teréz, a korábbi birtokos Drugeth család utolsó leszármazottja építtette, majd a 19. században a Rholl család klasszicista stílusban építtette át. Szép parkjában egy 1841-ben készített Herkules-szobor áll. Emellett a park számos különleges fafajtával, egzotikus növénnyel bővelkedik. A kastélyt 1996-ban magánszemély vásárolta meg. A tulajdonos és az önkormányzat együtt kereste az anyagi forrásokat a rekonstrukcióhoz. A megoldást európai uniós források jelentették, a kastélyt 1 millió 430 ezer euróból újították fel, az ünnepélyes átadás 2013. július 5-én volt.[6]
- Római katolikus templomát 1746-ban gróf Csáky Ferenc és felesége költségén kezdték el építeni. A barokk stílusú templom építése 1751-ben fejeződött be. A 18. század végén az épületet tűzvész rongálta meg. 1800-ban renoválták, ekkor készült tornya és belső festése is. 1811-ben egy tűzvészben a templom újra leégett. 1816 és 1847 között klasszicista stílusban építették újjá. Belső festése és berendezése a 19. század végén és a 20. század elején készült. Előtte II. világháborús emlékmű áll.
- Hétfájdalmú Szűzanya tiszteletére szentelt temetőkápolnája 1842-ben épült klasszicista stílusban. Építtetője Rholl István volt. Alsó részén a Rholl család sírboltja található, melyet a II. világháború idején kifosztottak.